# سامی آمئوبی
سامی آمئوبی (انگلیسی: Sammy Ameobi؛ زاده ۱ مهٔ ۱۹۹۲) یک بازیکن فوتبال اهل بریتانیا است.

## زندگی حرفه‌ای
آمئوبی در نیوکاسل به دنیا آمد و در ژوئن ۲۰۰۸ به آکادمی باشگاه فوتبال نیوکاسل یونایتد پیوست.